# Береговое сельское поселение (Челябинская область)
Берегово́е се́льское поселе́ние — муниципальное образование в Каслинском районе Челябинской области Российской Федерации. В рамках административно-территориального устройства муниципальное образование  соответствует административно-территориальной единице Береговой сельсовет.
Административный центр — посёлок Береговой.

## История
Статус и границы сельского поселения установлены Законом Челябинской области от 16 ноября 2004 года № 312-ЗО «О статусе и границах Каслинского муниципального района, городских и сельских поселений в его составе».

## Население
| 2002  | 2010  | 2011  | 2012  | 2013  | 2014  | 2015  |
| ----- | ----- | ----- | ----- | ----- | ----- | ----- |
| 2492  | ↘1924 | ↘1917 | ↘1851 | ↘1839 | ↘1810 | ↘1779 |
| 2016  | 2017  | 2018  | 2019  | 2020  | 2021  |       |
| ↘1715 | ↘1647 | ↘1592 | ↘1559 | ↘1499 | ↗1596 |       |

## Состав сельского поселения
| № | Населённый пункт  | Тип населённого пункта          | Население |
| - | ----------------- | ------------------------------- | --------- |
| 1 | Береговой         | посёлок, административный центр | ↘1815     |
| 2 | Зырянкуль         | деревня                         | ↘6        |
| 3 | Кульмяково        | деревня                         | ↘0        |
| 4 | Малая Канзафарово | деревня                         | ↘58       |
| 5 | Пороховое         | село                            | ↘45       |